# Mariola Dankiewicz
Mariola Dankiewicz (ur. 20 czerwca 1964 w Lublinie) – polska lekkoatletka, specjalistka rzutu oszczepem, mistrzyni i rekordzistka Polski.

## Kariera
Zdobyła mistrzostwo Polski w rzucie oszczepem w 1989, wicemistrzostwo w 1984, a także brązowe medale w 1982 i 1981.
Zajęła 5. miejsce w finale A Pucharu Europy w 1989 w Gateshead.
9 lipca 1989 w Kouvola ustanowiła rekord Polski w rzucie oszczepem (starego typu) wynikiem 65,56. Rekord ten przetrwał do 1991. Jest to również rekord życiowy Dankiewicz i drugi wynik w historii polskiej lekkoatletyki.
Była zawodniczką Startu Lublin.